# Френкель, Вильгельм (инженер)
Вильгельм Френкель (нем. Wilhelm Fränkel; 20 декабря 1840 (1 января 1841), Одесса — 13 апреля 1895, Дрезден) — немецкий дорожный инженер.
Приёмный сын Оскара Шлёмильха. После окончания гимназии в Одессе в 1857 г. поступил в Дрезденскую политехническую школу. Окончив её, в 1862—1865 гг. работал в Саксонском управлении железных дорог, после чего вернулся в Дрезденский политехникум, сперва как ассистент Иоганна Андреаса Шуберта. В 1867 г. защитил в Йенском университете диссертацию «Влияние накатных нагрузок на подвесные мосты без балки жёсткости» (нем. Über die Einwirkung rollender Lasten auf nicht versteifte Hängebrücken). Годом позже габилитировался в Дрездене, в 1868—1894 гг. профессор мостостроительства. Среди его многочисленных изобретений — датчики вибрации, использовавшиеся при испытании мостовых конструкций.
В 1891 г. был избран действительным членом Германской академии естествоиспытателей «Леопольдина».
Дочь Френкеля Катарина вышла замуж за его коллегу по Дрезденскому политехникуму Эрнста Антона Левицкого.